# La moglie del fattore
La moglie del fattore (The Farmer's Wife) è un film muto del 1928 diretto da Alfred Hitchcock.

## Trama
La trama è molto lineare: un ricco vedovo fattore, sposatasi la sua unica figlia, decide di non restare più solo e si fa aiutare dalla governante (Araminta), per stilare una lista di papabili. Egli, però, punta a quattro zitelle che lo rifiuteranno. Il nostro protagonista, colto dalla disperazione, viene salvato nell'happy-ending in cui Araminta, da sempre innamorata di lui, cade tra le sue braccia.

## Produzione
Il film fu prodotto da John Maxwell per la British International Pictures e distribuito da Wardour.
È il settimo di Hitchcock e il secondo per la B.I.P..

### Soggetto
Reduce del successo ottenuto con Vinci per me Hitchcock intraprende questo nuovo adattamento di un'opera teatrale. Il film è ispirato ad una commedia di ambiente contadino di grande successo di Eden Phillpotts. Hitchcock racconta a Truffaut che la commedia a Londra era stata rappresentata millequattrocento volte!

### Cast
La parte della protagonista fu affidata a Lillian Hall-Davis che già aveva interpretato il precedente film Vinci per me; Jameson Thomas, presente anche in Elstree Calling (1930), interpretò la parte del fattore e Gordon Harker, presente in Vinci per me nella parte del trainer, nel successivo Tabarin di lusso nella parte del padre e in Elstree Calling, qui interpretò il ruolo comico del servitore.

### Riprese
Hitchcock ci dice che il film fu girato nella sua campagna gallese e che, a seguito di malanno del fotografo, lui stesso ne curò la fotografia (alla maniera espressionista) Le riprese in esterni sono girate nel Devon e nel Surrey, nell'autunno 1927, e in due settimane, a novembre, furono completate anche quelle in studio a Elstree.

### Prima
La prima a Londra si ebbe il giorno 8 marzo 1928. Il film è reperibile in rete ad inizio del 2025.

## Critica
Hitchcock dichiara "ho fatto del mio meglio, ma non è stato un film molto riuscito". Come in Virtù facile il soggetto era molto vincolato al dialogo e "la difficoltà consisteva nell'evitare un uso troppo frequente dei titoli". Ciò è da condividere, ma qualche spunto interessante lo si può trovare lo stesso. Il film è grottesco e la governante della Thirsa Tapper che inciampa sempre nello scalino ricorda la fantastica Una O'Connor, caratterista feticcio del sublime James Whale.
Truffaut sottolinea che vedendo questo film si sente la volontà del regista di far cinema: "non una sola volta la macchina da presa è stata posta dalla parte degli spettatori, ma piuttosto dietro le quinte...questa commedia è ripresa come un thriller..."
Il risultato "è assai più vivace e gradevole di quanto Hitchcock non voglia ammettere" Innanzitutto è interessante l'ambientazione nel paesaggio rurale del Galles all'inizio del secolo, la cura con cui il regista tratta i dettagli della vita di provincia; ma soprattutto il suo maligno senso dello humour nella descrizione dei personaggi grotteschi che popolano la vicenda, che culmina nella sequenza dedicata al ricevimento offerto dalla zitella.
Nel 2025 il film La moglie del fattore è riproposto, dopo essere stato restaurato e proiettato nelle sale cinematografiche francesi col titolo Laquelle des trois?, all'interno di un cofanetto più libro edito da Blue-ray Carlotta Films, intitolato Hitchcock en 10 films - Aux origines du maître du suspense. L'opera è recensita su Cahiers du cinéma dove Charlotte Garson, tra l'altro,  mette in risalto l'interpretazione di Lillian Hall-Davis già presente in un film precedente del regista inglese, The Ring, in francese La Masque de cuir. Garson scrive di come il fattore rimasto vedovo scovi la moglie ideale all'interno delle mura di casa dopo tanto cercare nell'ambito della propria classe sociale. Araminta, la bella e perspicace domestica passa amando e senza  nulla chiedere dal salone e la cucina alla camera al primo piano. Pur in ambiente totalmente diverso era sempre stato l'amore, per due uomini diversi in due fasi diverse, a guidare il personaggio interpretato dalla stessa Lillian Hall-Davis in Vinci per me: inizialmente l'amore come passione e desiderio, nel finale l'amore come tenerezza, protezione e progetto.